# Laž
Laž je trditev, ki velja za napačno, a je namerno podana z namenom prevare nekoga drugega. Dejavnost sporočanja laži je laganje, osebi, ki to počne, pa rečemo lažnivec. Izraz ne zajema vseh napačnih trditev: metafore, prispodobe in druge retorične figure niso laži, čeprav dobesedno ne držijo, saj niso uporabljene z namenom prevare, medtem ko je laž mišljena za dobesedno interpretacijo.
Sposobnost laganja naj bi imeli vsi ljudje, razvije se že pri šestletnih otrocih, ki se zavajajoče smejijo ali jočejo, da bi pritegnili pozornost. V širšem smislu so funkcije laži izogibanje neprijetnim situacijam, izboljšanje družbenega položaja, izogibanje posledicam svojih dejanj in podobno, z »neškodljivimi lažmi« pa poskušamo obvarovati druge pred razburjenjem. Ne glede na namen razkrita laž postavi tudi ostale izjave lažnivca pod vprašaj in okrni njegov ugled, kar lahko vodi do negativnih posledic za njegov družbeni in pravni položaj. Konkretno je laganje v pravnem okolju (na primer krivo pričanje ali laganje pod prisego) kaznivo dejanje.
Patološko laganje (tudi kompulzivno laganje, pseudologia fantastica ali mitomanija) je v psihologiji kontroverzna tema in ni splošno sprejeto, da gre za duševno motnjo. Izraža se kot laganje iz navade, ki je povsem nesorazmerno s kakršnimkoli verjetnim ciljem. Pri tem je lahko splet laži take osebe zelo zapleten in obsežen ter se lahko izrazi v daljšem časovnem obdobju. Po drugi strani imajo ljudje, ki trpijo za Parkinsonovo boleznijo, težave s prepričljivim laganjem, kar povezujejo z motnjami v delovanju prefrontalne možganske skorje.
V številnih kulturah je razširjeno prepričanje, da je laganje možno prepoznati z opazovanjem neverbalnih znakov, na primer izogibanja gledanju v oči, nemirnost, jecljanje, smehljanje ipd., vendar nadzorovane raziskave kažejo, da ljudje praviloma precenjujejo pomembnost tovrstnih znakov in svojo zmožnost odkrivanja prevar. Presojanje o resničnosti je namesto tega podvrženo pristranskosti pri sprejemanju informacij, saj ljudje pogosto interpretiramo svoja občutenja kot dokaz o resničnosti in ne preverjamo vedno trditev s podatki iz spomina.